# ری فیرون
ری فیرون (انگلیسی: Ray Fearon؛ زادهٔ ۵ اوت ۱۹۷۳) یک هنرپیشه اهل بریتانیا است.
از فیلم‌ها و برنامه‌های تلویزیونی که وی در آن نقش داشته‌است می‌توان به هری پاتر و سنگ جادو، هملت و سرود کریسمس اشاره کرد. همچنین وی نقش ابوبکر را در فیلم بانوی بهشت ایفا کرد.